# Saša Vasiljević
Saša Vasiljević (23 de marzo de 1979, Osijek, Croacia) es un baloncestista bosnio que pertenece actualmente a la plantilla del Bosna Sarajevo de la Liga de Bosnia y Herzegovina. Mide 1,83 metros y juega en la posición de base.

## Biografía
Su primer equipo en ACB fue el ViveMenorca, por quién fichó durante el 1 de febrero de 2007, procedente del Bosna TH Telecom Sarajevo BIH de Bosnia y su debut en la liga de produjo el 3 de febrero de 2007

## Clubes
- Srem - 1997/1999
- Sloga Kraljevo 2000/2001
- Hemofarm Vrsac 2000/2001
- Hemofarm Vrsac - 2002/2005
- Bosna TH Telecom Sarajevo BIH - (Bosnia) - 2005/2007
- Vive Menorca - ACB (España) - 2007/2009
- AEK Atenas 2008-2009
- Kolossos Rodou BC 2009-
- BC Donetsk (2010-2011)
- BC Khimik (2011)
- Ikaros Kallitheas B.C. (2011-2012)
- BC Politekhnika-Halychyna (2012-2013)
- AENK B.C. (2013-2014)
- Koroivos B.C. (2014-)

## Títulos

### Campeonatos nacionales
- Hemofarm - Liga Adriática (Serbia) - 2005
- Bosna - Liga Nacional (Bosnia) - 2006

### Distinciones individuales
- All Star de la Liga Adriática - 2007[3]